# Lago Merwin
El lago Merwin es un embalse en el río Lewis, situado en el condado de Skamania, en el estado de Washington. Se encuentra en la frontera entre los condados de Clark y Cowlitz. Fue creado en 1931 con la construcción de la presa Merwin.